# Atletismo nos Jogos Pan-Americanos de 2015 - 400 m feminino
A competição dos 400 m rasos feminino foi um dos eventos do atletismo nos Jogos Pan-Americanos de 2015, em Toronto. Foi disputada no Estádio CIBC de Atletismo Pan e Parapan-Americano entre os dias 22 e 23 de julho.

## Calendário
Horário local (UTC-4).
| Data        | Horário | Fase      |
| ----------- | ------- | --------- |
| 22 de julho | 10:30   | Semifinal |
| 23 de julho | 19:10   | Final     |

## Medalhistas
| Ouro   | USA Kendall Baisden  |
| Prata  | USA Shakima Wimbley  |
| Bronze | VIN Kineke Alexander |

## Recordes
Recordes mundial e pan-americano antes da disputa dos Jogos Pan-Americanos de 2015.
| Tipo                             | Atleta             | Tempo | Local    | Data                 |
| -------------------------------- | ------------------ | ----- | -------- | -------------------- |
|                                  | Marita Koch        | 47.60 | Camberra | 6 de outubro de 1985 |
| Recorde dos Jogos Pan-Americanos | Ana Fidelia Quirot | 49.61 | Havana   | 5 de agosto de 1991  |

## Resultados

### Semifinal
| Colocação | Bateria | Atleta               | Nacionalidade                | Tempo | Notas                |
| --------- | ------- | -------------------- | ---------------------------- | ----- | -------------------- |
| 1         | 2       | Kendall Baisden      | USA Estados Unidos           | 51.81 | Q                    |
| 2         | 2       | Kineke Alexander     | VIN São Vicente e Granadinas | 52.24 | Q                    |
| 3         | 1       | Shakima Wimbley      | USA Estados Unidos           | 52.28 | Q                    |
| 4         | 1       | Geisa Coutinho       | BRA Brasil                   | 52.46 | Q                    |
| 5         | 2       | Chrisann Gordon      | JAM Jamaica                  | 52.47 | Q                    |
| 6         | 1       | Daisurami Bonne      | CUB Cuba                     | 52.90 | Q,                   |
| 7         | 1       | Anastasia Le-Roy     | JAM Jamaica                  | 53.13 | q                    |
| 8         | 2       | Lisneidy Veitia      | CUB Cuba                     | 53.59 | q                    |
| 9         | 2       | Taylor Sharpe        | CAN Canadá                   | 53.82 |                      |
| 10        | 2       | Nercely Soto         | VEN Venezuela                | 54.24 | Recorde da temporada |
| 11        | 1       | Audrey Jean-Baptiste | CAN Canadá                   | 54.27 |                      |
| 12        | 1       | Lanece Clarke        | BAH Bahamas                  | 54.33 |                      |
| 13        | 1       | Janeil Bellille      | TTO Trinidad e Tobago        | 54.41 |                      |
| 14        | 2       | Joelma Sousa         | BRA Brasil                   | DNF   |                      |
| 14        | 1       | Marlena Wesh         | HAI Haiti                    | DNF   |                      |

### Final
| Colocação         | Atleta           | Nacionalidade                | Tempo | Notas                |
| ----------------- | ---------------- | ---------------------------- | ----- | -------------------- |
| Medalha de ouro   | Kendall Baisden  | USA Estados Unidos           | 51.27 |                      |
| Medalha de prata  | Shakima Wimbley  | USA Estados Unidos           | 51.36 |                      |
| Medalha de bronze | Kineke Alexander | VIN São Vicente e Granadinas | 51.50 |                      |
| 4                 | Chrisann Gordon  | JAM Jamaica                  | 51.75 |                      |
| 5                 | Anastasia Le-Roy | JAM Jamaica                  | 52.05 |                      |
| 6                 | Geisa Coutinho   | BRA Brasil                   | 52.05 |                      |
| 7                 | Daisurami Bonne  | CUB Cuba                     | 52.28 | Recorde da temporada |
| 8                 | Lisneidy Veitia  | CUB Cuba                     | 52.44 | Recorde da temporada |

Legenda
| Recorde mundial                  | Recorde mundial (World record)               |                       | Recorde africano                      | Recorde africano (African) |                                           | Q | Classificado por posição (Qualified) |
| Recorde dos Jogos Pan-Americanos | Recorde pan-americano (Pan-American record)  | Recorde da América    | Recorde da América (Americas)         | q                          | Classificado por melhor tempo (Qualified) |   |                                      |
| Melhor marca do ano              | Melhor marca do ano (World leading)          | Recorde asiático      | Recorde asiático (Asian)              | DNS                        | Não largou (Did not start)                |   |                                      |
| Recorde nacional                 | Recorde nacional (National record)           | Recorde europeu       | Recorde europeu (European)            | DNF                        | Não terminou (Did not finish)             |   |                                      |
| Recorde pessoal                  | Recorde pessoal do atleta (Personal best)    | Recorde da Oceania    | Recorde da Oceania (Oceania)          | DSQ / DQ                   | Desclassificado (Disqualified)            |   |                                      |
| Recorde da temporada             | Recorde da temporada do atleta (Season best) | Recorde sul-americano | Recorde sul-americano (South America) | NM                         | Sem marca (No mark)                       |   |                                      |